# Listă de localități din raionul Șoldănești
Această listă conține satele și orașele din raionul Șoldănești, Republica Moldova.
| Denumire               | oraș / centru de comună / sat                     |
| ---------------------- | ------------------------------------------------- |
| Alcedar                | centru de comună                                  |
| Chipeșca               | sat (comună)                                      |
| Climăuții de Jos       | centru de comună                                  |
| Cobîlea                | sat (comună)                                      |
| Cobîlea (stație c.f.)  | sat în comuna Cotiujenii Mari, stație cale ferată |
| Cot                    | sat în comuna Climăuții de Jos                    |
| Cotiujenii Mari        | centru de comună                                  |
| Curătura               | sat în comuna Alcedar                             |
| Cușelăuca              | sat în comuna Cotiujenii Mari                     |
| Cușmirca               | sat (comună)                                      |
| Dobrușa                | centru de comună                                  |
| Fuzăuca                | sat (comună)                                      |
| Găuzeni                | sat (comună)                                      |
| Glinjeni               | sat (comună)                                      |
| Lelina                 | sat în comuna Salcia                              |
| Mihuleni               | sat (comună)                                      |
| Odaia                  | sat în comuna Alcedar                             |
| Olișcani               | sat (comună)                                      |
| Parcani                | sat (comună)                                      |
| Pohoarna               | sat (comună)                                      |
| Poiana                 | sat (comună)                                      |
| Răspopeni              | sat (comună)                                      |
| Recești                | sat în comuna Dobrușa                             |
| Rogojeni               | centru de comună                                  |
| Rogojeni (stație c.f.) | sat în comuna Rogojeni, stație cale ferată        |
| Salcia                 | centru de comună                                  |
| Sămășcani              | sat (comună)                                      |
| Socola                 | sat în comuna Vadul-Rașcov                        |
| Șestaci                | sat (comună)                                      |
| Șipca                  | sat (comună)                                      |
| Șoldănești             | oraș, reședința raionului                         |
| Vadul-Rașcov           | centru de comună                                  |
| Zahorna                | sat în comuna Dobrușa                             |